# A Rickle in Time
"A Rickle in Time" er det første afsnit i den anden sæson af Adult Swims tegnefilmserie Rick and Morty. Det er skrevet af Matt Roller, og instrueret af Wes Archer, og havde premiere på d. 26. juli 2015. Titlen er et ordspil på romanen A Wrinkle in Time af Madeleine L'Engle (danske titler: Et spring i tiden (2018) og Rejsen til det ukendte (1985)).
I afsnittet genstarter Rick, Morty og Summer tiden efter at have frosset den i det sidste afsnit af første sæson, og de befinder sig i et kvante-rum. Et skænderi får skabt to forskellige tidslinjer, der skal smeltes sammen fær kvante-rummet kollapser.
"A Rickle in Time" blev godt modtaget for sin humor og detaljerede historie. Selvom den blev lækket inden den officielle premiere, var den blandt de mest sete programmer, på tidspunktet, hvor den blev sendt med 2,12 mio. seere.